# Cirrimaxilla formosa
Cirrimaxilla formosa är en fiskart som beskrevs av Chen och Shao, 1995. Cirrimaxilla formosa ingår i släktet Cirrimaxilla och familjen Muraenidae. Inga underarter finns listade i Catalogue of Life.